# Jesús Manuel Corona
Jesús Manuel Corona Ruíz (Hermosillo, 6 de janeiro de 1993) é um futebolista mexicano que atua como ponta. Atualmente, joga pelo Monterrey.

## Trajetória

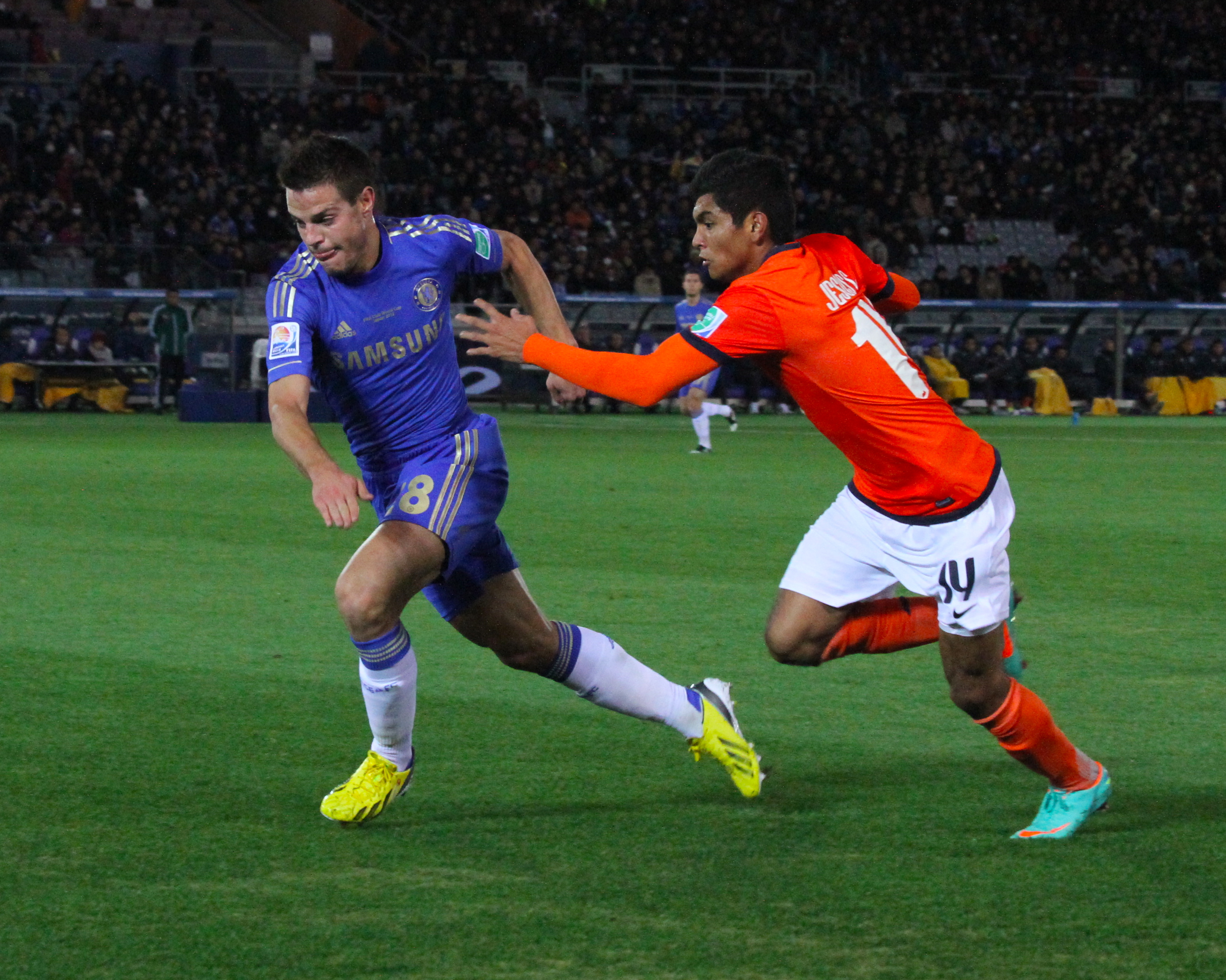
Corona jogando com o Monterrey em 2012.

Estreou com C.F. Monterrey em 7 de agosto de 2010 entrando ao minuto 60' contra o Atlante na Abertura 2010 na vitória por 2-1 do C.F. Monterrey. Ele rapidamente se destacou pela sua criatividade, velocidade e capacidade técnica.
Anotou seu primeiro golo o 7 de outubro do 2011 em partido correspondente à data 12 do Abertura 2011 ante os  Estudantes Tecos.
Disputou O Copa Mundial de Clubes da FIFA 2012, pelo Monterrey marcou seu primeiro no mundial contra o Ulsan Hyundai da Korea, em partida válida pelas quartas de finais.
Na semifinais contra o Chelsea Football Clube inglês, mostrou sua qualidade apesar da derrota, mostrou grandes jogadas com velocidade aos defesas rivais. Posteriormente contra o A-Ahly Sporting Clube conquistando o terceiro lugar da competição.
Porto
Em 31 de agosto do 2015 foi contratado pelo F.C. Porto num contrato por 5 anos.
Em 12 de setembro do 2015 estreia com um doblete ao minuto 15 e ao 60 com o F.C. Porto na vitória 3-1 contra Arouca e saindo no minuto 87'  substituto por Alberto Bom.

## Seleção nacional

### Seleção mexicana
Fez sua estreia oficial com a selecção nacional em 12 de novembro de 2014 em uma partida contra a Holanda no qual, marca uma assistência na primeira bola que toca para o gol de Carlos Vela para fazer o 2-1, partida vencida por 3-2.

## Títulos
Monterrey
- Campeonato Mexicano: 2010 (Apertura)
- Liga dos Campeões da CONCACAF: 2010–11, 2011–12 e 2012–13

Porto
- Primeira Liga: 2017–18 e 2019–20
- Supertaça Cândido de Oliveira: 2018 e 2020
- Taça de Portugal: 2019–20

Seleção Mexicana
- Copa Ouro da CONCACAF: 2015

## Prêmios Individuais
- Melhor Jogador Jovem da Copa Ouro da CONCACAF: 2015
- Melhor XI da CONCACAF: 2015
- Gol do Ano da CONCACAF: 2016
- Gol do Mês da Primeira Liga: Janeiro de 2020
- Jogador do Ano da Primeira Liga: 2019–20
- Equipe do Ano da Primeira Liga:
- Jogador do Ano do FC Porto: 2019–20